# Athena Varvakeion

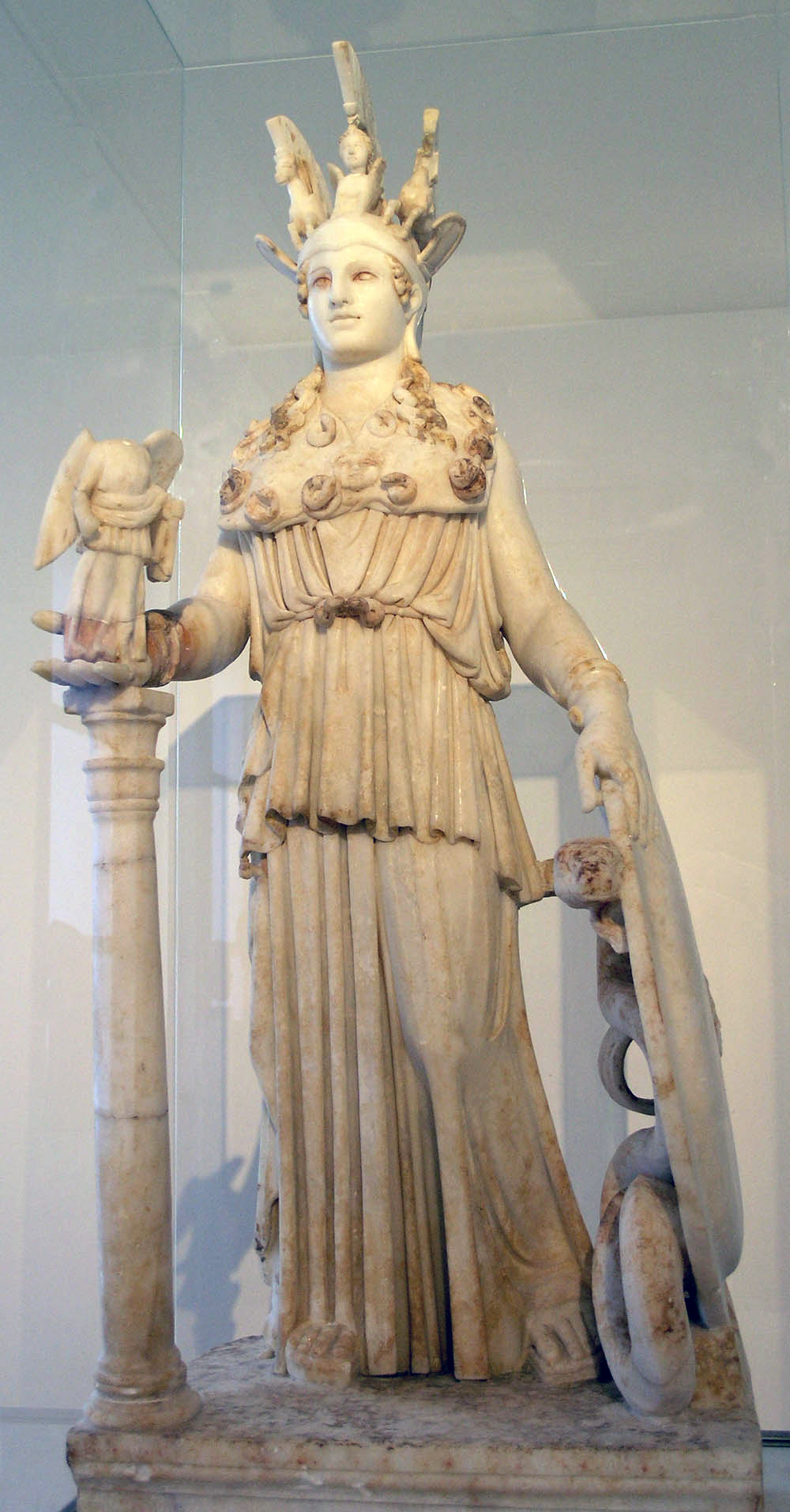
Athena Varvakeion

Athena Varvakeion är en antik staty föreställande gudinnan Athena. Skulpturen, som tillhör Arkeologiska Nationalmuseet i Aten är en kopia från 200-talet av Athena Parthenos, Athenas kultstaty i kryselefantin skapad av Fidias, vilken stod i Parthenon på Akropolis i Aten.
Skulpturen återfanns vid Varvakeion-skolan i Aten år 1880, omsorgsfullt gömd, inmurad i en vägg. Dess oskadade skick tyder på att den var avsiktligt gömd för att skydda den från förstörelse, troligen under förföljelsen av hedningar i romarriket under 400-talet. 